# Seeparkturm
Der Seeparkturm ist ein 15 Meter hoher Aussichtsturm in Holzbauweise im Seepark in Freiburg im Breisgau.  Er bietet einen guten Überblick über das ganze Parkgelände, die Stadt Freiburg mit dem Schwarzwald im Hintergrund und in Richtung Westen bis zum Kaiserstuhl und den Vogesen. Er wurde 1986 anlässlich der Landesgartenschau auf einer kleinen Erhebung am Nordufer des Sees nach Plänen der Architekten Heinz Hilmer und Christoph Sattler errichtet, die Baukosten betrugen damals 100.000 DM.
Am 14. Juni 2003 brannte der Turm infolge von Brandstiftung ab, der Täter wurde noch in derselben Nacht gefasst. Er wurde unter Verwendung des alten Ringfundaments durch den Architekten Richard Kramer und die Zimmerei Gampp aus Schluchsee neu aufgebaut. Die Originalpläne waren ein halbes Jahr vor dem Brand vernichtet worden, aber es hatte noch alte Statikpläne für den Turm gegeben. Mit Fotos und eigenen Erinnerungen gelang dem Architekten die originalgetreue Rekonstruktion. Der Badische Gemeinde-Versicherungs-Verband als Brandversicherer der Stadtverwaltung trug die Kosten in Höhe von 200.000 €. Der Turm wurde am 29. Juni 2004 wiedereröffnet.
Im Januar 2011 wurde der Turm für über ein halbes Jahr gesperrt, da morsche tragende Holzteile ausgetauscht und besser gegen Feuchtigkeit geschützt werden mussten. Der Autokran, der zum Anheben des Daches benötigt wurde, konnte infolge von Regenfällen über längere Zeit nicht stabil aufgestellt werden, sodass das halbe Jahr nicht ausreichte. Inzwischen ist der Turm allerdings wieder begehbar.
Im Februar 2017 hatten Unbekannte die Schrauben von zwei Geländergittern entfernt. Nachdem dies entdeckt worden war, wurde der Turm gesperrt. Im September 2017 wurde der Turm erneut gesperrt, da wegen Fäulnis die Standsicherheit der mittleren Aussichtsplattform nicht mehr gewährleistet war. Seit April 2018 ist er wieder begehbar.
Im Winter wird der Hügel, auf dem sich der Turm befindet, von Freiburger Kindern zum Rodeln genutzt.
Seit 2019 steht eine 33 Meter hohe Kopie des Turms mit Ökostation in Freiburgs südkoreanischer Partnerstadt Suwon an einem See. Entworfen wurde er von demselben Architekten des Freiburger Turms und trägt den Namen Gwanggyo Lake Park Observatory. Er hat einen Aufzug, ein Café und Platz für Ausstellungen. Eine neue Bibliothek steht auch im Gwanggyo Park, für die Freiburg einige Bücher beigesteuert hat. Sie stehen in einem Regal, das wie ein kleiner Seeparkturm gebaut ist.